# Giuseppe Lanza Branciforte
Giuseppe Lanza Branciforte Florio, nobile dei Principi di Trabia e detto Principe di Scordia (Palermo, 16 giugno 1889 – Palermo, 15 febbraio 1927), è stato un nobile, diplomatico e politico italiano.

## Biografia
Nacque a Palermo il 16 giugno 1889 da Pietro, XI principe di Trabia (1862-1929), e dalla borghese Giulia Florio d'Ondes (1870-1947), di cui era il primo di cinque figli. Laureatosi in legge, intraprese la carriera diplomatica, che lo portò in giro per l'Europa. Nel 1915, allo scoppio della prima guerra mondiale era addetto all'ambasciata italiana di Londra, che lasciò per arruolarsi.
Nel 1919, fu inviato alla Conferenza di pace di Parigi quale segretario del presidente del consiglio Vittorio Emanuele Orlando. Di tendenze nazionaliste, subito dopo si candidò alle elezioni politiche nelle file dell'Unione Liberale guidata da Orlando, ed ottenne l'elezione a deputato per la XXV legislatura. Fu in seguito sottosegretario alla Guerra nel Governo Giolitti V (1920-21). Deputato anche nelle legislature XXVI e XXVII, il Lanza dopo aver aderito nel 1920 al Partito Agrario Siciliano guidato dal cugino il principe Pietro Lanza di Scalea, tre anni più tardi, nel 1923, aderì al Partito Nazionale Fascista.
Durante un viaggio diplomatico in Africa, il Lanza contrasse una febbre tifoide che lo portò alla morte avvenuta a Palermo il 15 febbraio 1927, all'età di 37 anni. Morto celibe, lasciò due figli naturali, Raimondo  (1915-1954) e Galvano (1918-1985), che ebbe dalla sua relazione clandestina con la nobildonna veneta Maria Maddalena Papadopoli Aldobrandini (1883-1965), figlia del Conte Niccolò, e moglie del principe Ludovico Spada Veralli Potenziani.